# Wojciech Węgrzyniak
Wojciech Węgrzyniak (ur. 21 marca 1973 w Niedzicy) – polski duchowny rzymskokatolicki, prezbiter archidiecezji krakowskiej, rekolekcjonista, doktor habilitowany nauk teologicznych, pracownik naukowy Katedry Egzegezy Starego Testamentu na Wydziale Teologicznym Uniwersytetu Papieskiego Jana Pawła II w Krakowie.

## Życiorys
Po maturze w Nowym Targu w 1992 wstąpił do Arcybiskupiego Seminarium Duchownego w Krakowie. Święcenia prezbiteratu przyjął 6 czerwca 1998 w Katedrze na Wawelu z rąk kardynała Franciszka Macharskiego. W latach 1998–2001 był wikariuszem w parafii Zesłania Ducha Świętego w Krakowie. W latach 2001–2006 studiował w Papieskim Instytucie Biblijnym w Rzymie (Biblicum), a w latach 2006–2009 ukończył Studium Biblicum Franciscanum w Jerozolimie, gdzie 25 maja 2010 obronił doktorat z nauk biblijnych i archeologii zatytułowany Lo stolto ateo. Sudio dei Salmi 14 e 53 („Głupi ateista. Studium Psalmów 14 i 53”). W 2020 uzyskał na Uniwersytecie Papieskim Jana Pawła II w Krakowie stopień doktora habilitowanego nauk teologicznych. Członek Zarządu Stowarzyszenia Biblistów Polskich w kadencji 2023–2028.

## Wybrane prace
- Po prostu Miłość. Kazania seminaryjnego czasu, wyd. Format, Kraków 1999
- Listy z Niebieskiej Ameryki, wyd. Format, Kraków 2001
- Twarzą w twarz z Ukrzyżowanym. Jerozolimskie kazania pasyjne, wyd. Serafin, Kraków 2010
- Kościół Boga Żywego, wyd. eSPe, Kraków 2012
- Każdy orze jak może, wyd. Spes, Kraków 2013
- Codzienne inspiracje biblijne, Wydawnictwo M, Kraków 2014
- Lo stolto ateo. Studio dei Salmi 14 e 53 (Studia Biblica Lublinensia X), wyd. KUL, Lublin 2014